# Альт-Резе
Альт-Резе (нем. Alt Rehse) — это деревня в Германии, в земле Мекленбург-Передняя Померания и принадлежит к городу Пенцлину.
Входит в состав района Мюриц. Подчиняется управлению Пенцлинер Ланд.  Население составляет 334 человека (на 31 декабря 2006 года). Занимает площадь 9,11 км².
Во время войны в Альт-Резе готовили немецких женщин-разведчиц.